# 安德马特
安德马特（德语：Andermatt）是瑞士乌里州的一个山村和市镇，位于圣哥达山的中心，海拔1,437（4,715英尺）。安德马特位于乌里州首府阿尔特多夫以南28公里，同时也是瑞士南北和东西横贯线的历史中心交叉点。

## 地理

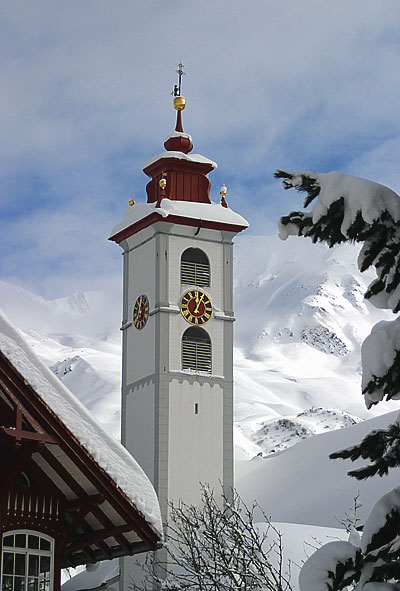
安德马特圣伯多禄圣保禄教堂

安德马特位于乌塞伦山谷（Urseren），罗伊斯河的源头，由阿杜拉阿尔卑斯山脉环抱。就在安德马特以北，罗伊斯河流经陡峭的谢勒嫩峡谷（Schöllenen Gorge），沿罗伊斯河谷向北流，然后在阿尔特多夫附近流入乌里湖, 是卢塞恩湖的一部分。在另外三个方向，山谷通往三个阿尔卑斯山口：东面是奥伯拉尔普山口（Oberalp Pass，6706英尺；2044米），南面是圣哥达山口（6909英尺；2106米），西面是富尔卡山口（7992英尺；2436米）。